# Candelária (Ponta Delgada)
Candelária es una freguesia portuguesa perteneciente al municipio de Ponta Delgada, situado en la Isla de São Miguel, Región Autónoma de Azores. Posee un área de 8,53 km² y una población total de 1 184 habitantes (2001). La densidad poblacional asciende a 138,8 hab/km². Se encuentra a una latitud de 37°47'N y una longitud 25°49'O. La freguesia se encuentra a 123 m s. n. m. La actividad principal es la agricultura. El océano Atlántico se encuentra al sur. Al norte se encuentran montañas.

## Freguesiaspróximas
- Ginetes, norte
- Sete Cidades, nordeste
- Feteiras, este

- Datos: Q1997726
- Multimedia: Candelária (Ponta Delgada) / Q1997726

1. ↑  Worldpostalcodes.org,código postal n.º 9555-024.